# Bernardo Bertolucci
Bernardo Bertolucci (16. března 1941 Parma – 26. listopadu 2018 Řím) byl italský filmový režisér, autor mj. několika velkolepých koprodukčních snímků s hvězdným mezinárodním obsazením.

## Život a kariéra
Jeho snímky se vyznačují propracovanou vizuální stránkou. V roce 1961 pracoval jako asistent režie na Pasoliniho filmu Acatone, v roce 1962 natočil vlastní film Smrt kmotrička. Druhým snímkem Před revolucí se zapsal jako režisér, který aktualizoval literární klasiku a obohacoval ji o politická prohlášení. Byl nominován na Oscara za režii filmu Poslední tango v Paříži a za režii a scénář k filmu Poslední císař.

## Filmografie (výběr)
- 1970 – Konformista (Il conformista) – koprodukce Francie-Itálie-SRN
- 1972 – Poslední tango v Paříži (Ultimo tango a Parigi / Le dernier Tango à Paris) – koprodukce Francie-Itálie
- 1976 – XX. století (Novecento / 1900) – koprodukce Francie-Itálie-SRN
- 1987 – Poslední císař (The Last Emperor) – koprodukce Británie-Francie-Itálie-Hongkong
- 1990 – Pod ochranou nebe (The Sheltering Sky) koprodukce Itálie-Británie
- 1993 – Malý Buddha (Little Buddha / Piccolo Buddha), koprodukce Británie-Francie-Itálie-Lichtenštejnsko
- 1995 – Svůdná krása (Stealing Beauty / Io ballo da sola / Beauté volée), Itálie-Spojené království-Francie
- 2002 – povídka Histoire d'eaux v projektu Dalších deset minut (Ten Minutes Older)